# Granatina granatina
Granatina granatina là một loài chim trong họ Estrildidae.

## Hình ảnh

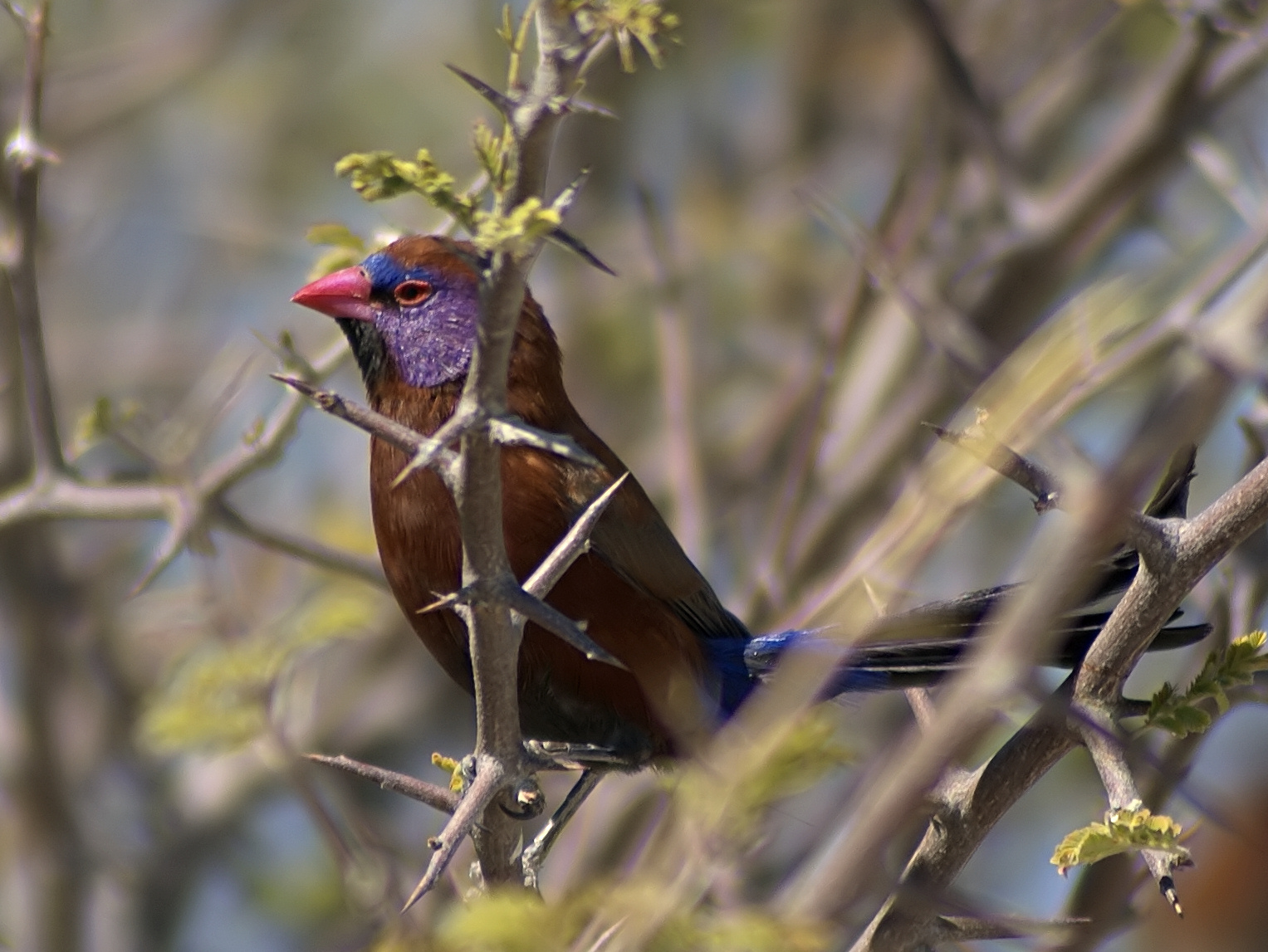
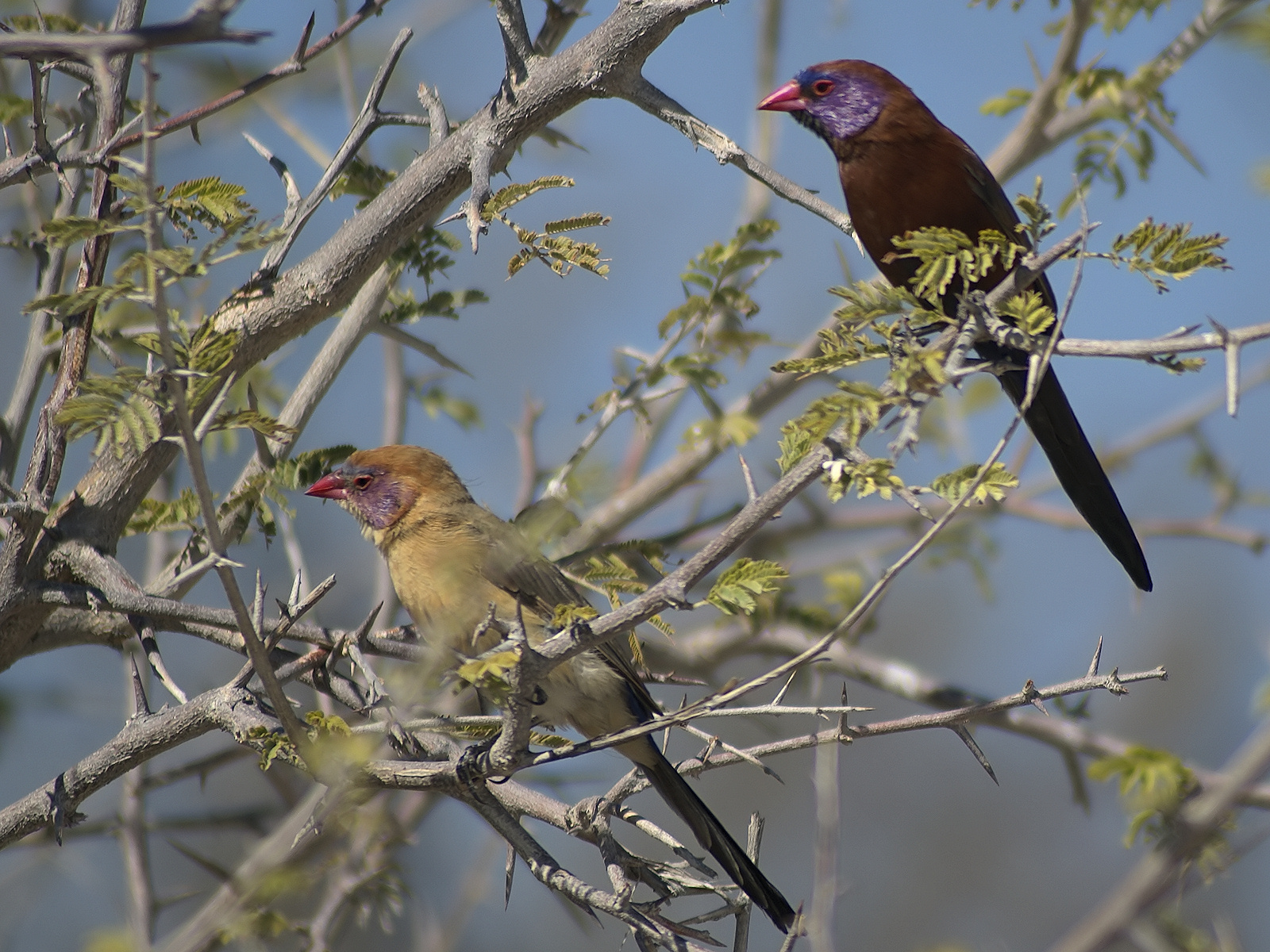